# Trifosforna kiselina
Trifosforna kiselina (tripolifosforna kiselina) sa formulom  je kondenzovana forma fosforne kiseline.
Među polifosfornim kiselinama, ona je posle pirofosforne kiseline, , koja se još zove difosforna kiselina.
Jedinjenja kao što je ATP (adenozin trifosfat) su estri trifosforne kiseline.